# 헬조선

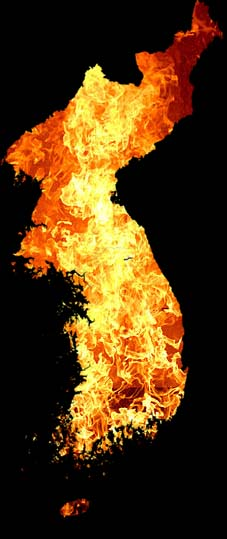
한반도를 지옥처럼 표현한 모습.
대한민국의 현 청년세대는 대한민국을 두고 자조적으로 비판하는 의미에서 '헬조선' 내지 '지옥불반도'라 부른다.

헬조선(Hell朝鮮)은 2010년대 들어 유명해진 대한민국의 인터넷 신조어이다. 헬(→지옥)과 조선의 합성어로 '한국이 지옥에 가깝고 전혀 희망이 없는 사회'라는 의미이다. 또한 '한국이 지옥과 비견될 정도로 살기 나쁜 나라'라는 의미도 있다. 디시인사이드를 위시한 인터넷 커뮤니티에서 주로 사용되다가 SNS 등지로 퍼지고 언론에서까지 보도하면서 널리 쓰이게 되었다.

## 개념
헬조선이라는 단어가 처음으로 등장한 2010년 1월 디시인사이드의 역사 갤러리였다. 그들은 '한국은 지옥에 가까울 정도로 전혀 희망이 없는 사회'라고 주장했다. 이후 주식 갤러리 등에서 ‘헬조선’으로 변형되어 퍼지기 시작했다. 청년실업 문제 등 정부 정책에 대한 불만, 경제적 불평등이나 과다한 노동시간의 문제, 빈익빈 부익부, 기타 한국의 단점을 비판하는 데 사용된다.

## 영향

### 사회적 영향
헬조선을 이야기하는 청년들은 금수저를 물고 태어날 노력을 하지 않았다며 자책하며 현실을 비꼬기도 하며 20대와 30대 사이에서는 '더 이상의 희망이 없다'면서 외국에서 받을 차별에도 불구하고 이민을 준비하기도 하고, 한편으로는 분노 대신 "이 맛에 헬조선 삽니다"라는 조롱을 하기도 한다. 그러나 최경환 경제부총리는 헬조선이라는 단어를 들어본 적이 있느냐는 국정감사 질의에서 '들어본 적이 없다'고 답하기도 했으며, 김무성 새누리당 대표는 "왜곡되고 편향된 역사를 배워서 헬조선이라는 단어가 유행한다"고 언급하기도 했다. 권영준 경희대 경영학부 교수는 “정부도 정당도 청년 세대의 분노를 달래지 못하고 있다. 오히려 불신만 심화시키고 있다”면서 “이대로라면 자생적 반사회주의자들이 급속도로 늘 수밖에 없다”고 했다. 그와중 21세기 한국대학생연합 등을 비롯한 청년단체들은 ‘헬조선 뒤집기 딱지치기’ 행위극을 통해 자신들이 불만을 표현했고 또 청년층의 사회적 불만을 페이스북 댓글과 카카오톡으로 모아 노래가사로 만들어 부르는 ‘불만 합창’도 이어졌다.

### 문화적 영향
2015년엔 헬조선이라고 불리는 시대상을 담은 한국영화가 극장가를 채우고 있었다. 그리고 2015년 9월 3일에는 디시인사이드에 헬조선 갤러리가 개설되었다. 이후 2015년 9월 18일 빅데이터 분석업체 다음소프트에 의뢰해 블로그와 트위터를 분석해보니 온라인상에는 '헬조선'이라는 단어의 노출 건수가 폭발적으로 증가했고, '헬조선'이라는 인터넷 커뮤니티까지 등장하기도 했다. 디시인사이드 유저는 부루반도라는 새로운 게임을 만드는 등 청년들의 억눌린 불만이 게임 같은 해학적인 방법으로 표출되기도 한다.

## 비판
"아무 것도 하지 않는 '잉여인간'이 헬조선이라는 이야기를 한다"거나 "헬조선 열풍은 불평분자의 마음에나 있다"고 비판하는 관점도 존재한다. 또한 헬조선이라는 단어 자체가 사회의 불평등이나 부조리에 대한 불만에서 기인했으면서도 실질적으로 어떤 정치적 기획도 기대하지 않도록 만든다는 점에서 문제라는 지적도 있다. 이어령은 "헬조선을 떠나 이민가고 싶다는 나라들도 천국이 아니다. 현재의 취업난 및 양극화는 정보기술의 발전에 따른 결과로 전세계적 현상이다. 남만 탓하면 영원히 지옥이다."라는 언급을 통해 헬조선 단어 유행을 비판했다.
박근혜 대통령은 2015년에 가한 비판에 이어 2016년 광복절 기념일 축사에서도 "우리의 위대한 현대사를 부정하고 세계가 부러워하는 우리나라를 살기 힘든 곳으로 비하하는 신조어들이 확산되고 있다."며 '헬조선' 단어의 유행을 비판했으며, 뒤이어 "자기비하와 비관, 불신과 증오는 결코 변화와 발전의 동력이 될 수 없다"며 "이제 다시 대한민국 발전의 원동력이었던 도전과 진취, 긍정의 정신을 되살려야 한다"고 당부했으나, 일각에서는 헬조선이라는 단어가 박근혜 정부에서 생겨난 신조어로 보아 정부가 왜 이러한 단어가 나타났는지 성찰할 필요가 있다고 주장하기도 한다.

## 관련 작품

### 영화
- 《베테랑》 2015년 8월 5일 개봉
- 《성실한 나라의 앨리스》 2015년 8월 13일 개봉
- 《내부자들》 2015년 11월 19일 개봉
- 《열정같은소리하고있네》 2015년 11월 25일 개봉

### 게임
- 《Analogue: A Hate Story》 2012년 4월 28일 발매

### 음반
- 《The Return of N.EX.T Part 3: 개한민국》 2004년 6월 16일 발매

## 같이 보기
- 경제적 불평등
- N포세대
- 수저계급론
- 스펙
- 탈조선
- 한한령
- 인터넷 신조어